# Maszkowo, Koszaliński
Maszkowo [maʂˈkɔvɔ] là một ngôi làng thuộc khu hành chính của Gmina Sianów, thuộc huyện Koszaliński, Zachodniopomorskie, ở phía tây bắc Ba Lan. Nó nằm khoảng 6 kilômét (4 mi) phía nam Sianów, 9 km (6 mi) phía đông Koszalin, và 142 km (88 mi) về phía đông bắc của thủ đô khu vực Szczecin.